# Маппалик Карфагенский
Маппалик, мученик Карфагенский (+III). Память 17 апреля по старому стилю.
Направляемый молитвами святого Киприана Карфагенского, написавшего панегирик святым мученикам, святой Маппалик (Mappalicus) со семнадцатью товарищами был схвачен и умучен в Карфагене, вскоре по прибытии туда проконсула, за отказ принести жертву идолам при императоре Траяне Декие, принявшем в январе 250 году эдикт о христианстве. Незадолго до него пятнадцать христиан были заморены голодом, а один замучен в копях.
Среди товарищей святого Маппалика поминают святых Баруха (Barucus), Квинта (Quintus), Викторина (Victorinus), Доната (Donatus), Ианнуария (Januarius), Макора (Macorus), Галла (Gallus), Феодору (Theodora), священника Иулиана (Julianus), Мекрона (Mecronus), Мигина (Miginus), Диомеда (Diomedes), Филиппиана (Filippianus), Фортунио (Fortunio), Кредулу (Credula), Фирма (Firmus), Вента (Ventus), Фрукта (Fructus), Марциалия (Martialis) и Аристона (Ariston).